# Piràmide de Tirana
La piràmide de Tirana (albanès: Piramida) és una estructura i antic museu situat de la ciutat de Tirana, la capital d'Albània. Va obrir com a museu el 1988 i es va convertir en un centre de conferències el 1991, després de l'enfonsament del comunisme. Durant la guerra de Kosovo de 1999, l'edifici va ser utilitzat com a base de l'OTAN. El 2018 es va presentar un nou projecte que pretén obrir-hi un centre d'educació en noves tecnologies amb el nom de TUMO Tirana, que convertiria la piràmide en un centre informàtic per a joves enfocat en la programació informàtica, la robòtica i start-ups.

## Construcció
L'estructura es va obrir el 14 d'octubre de 1988 com a Museu Enver Hoxha, el qual mostrava el llegat del líder de l'Albània comunista que havia mort tres anys abans. L'estructura va ser co-dissenyada per la filla de Hoxha, Pranvera Hoxha, i el seu marit Klement Kolaneci, juntament amb Pirro Vaso i Vladimir Bregu.
Quan es va construir, es va dir que la piràmide era l'estructura individual més cara mai construïda a Albània.

La piràmide de vegades s'ha anomenat sardònicament "Mausoleu d'Enver Hoxha", tot i que mai no n'ha acollit les restes ni tampoc n'ha estat mai la denominació oficial.

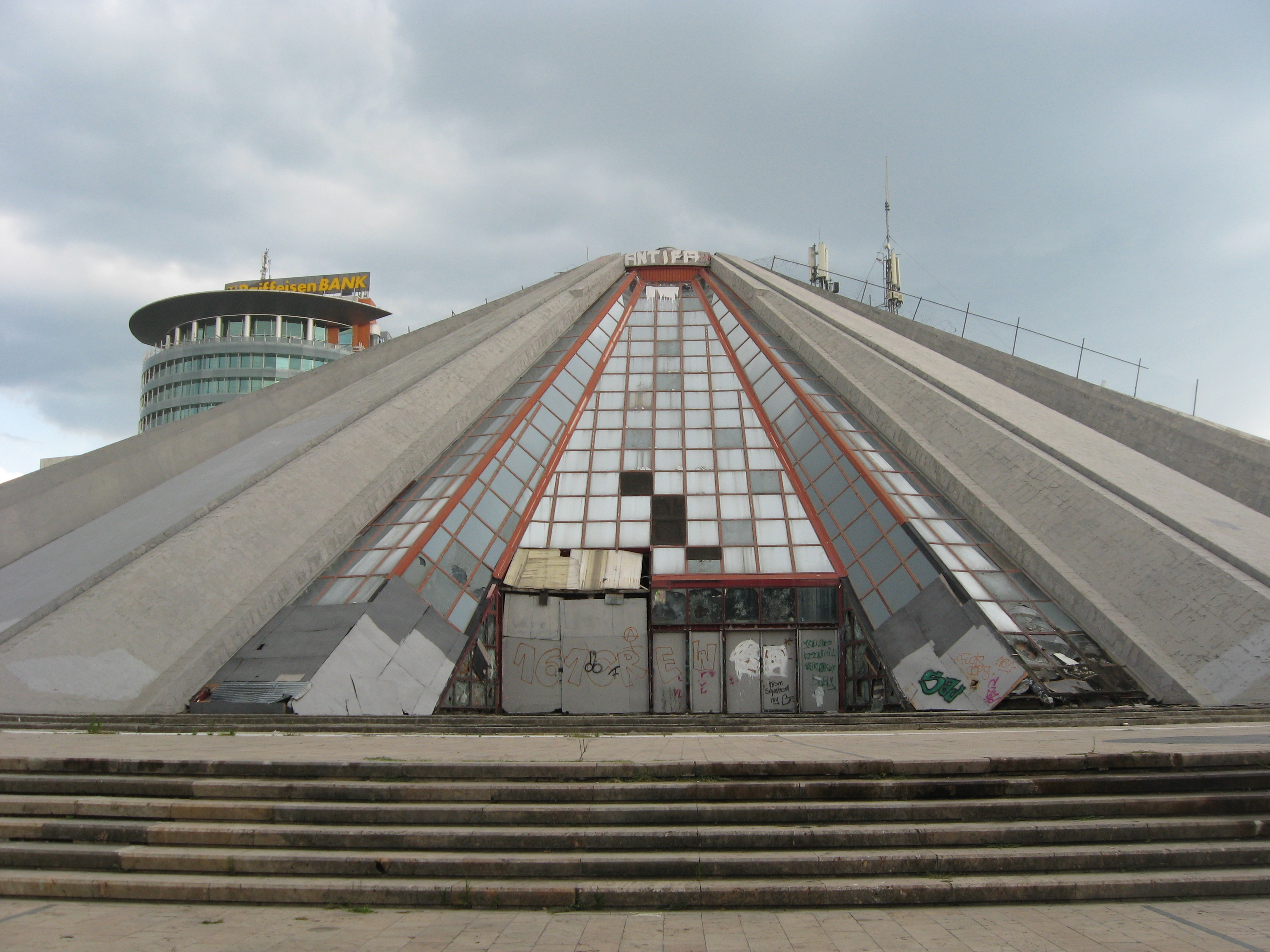
La piràmide en estat d'abandonament el 2016.

## Post-comunisme

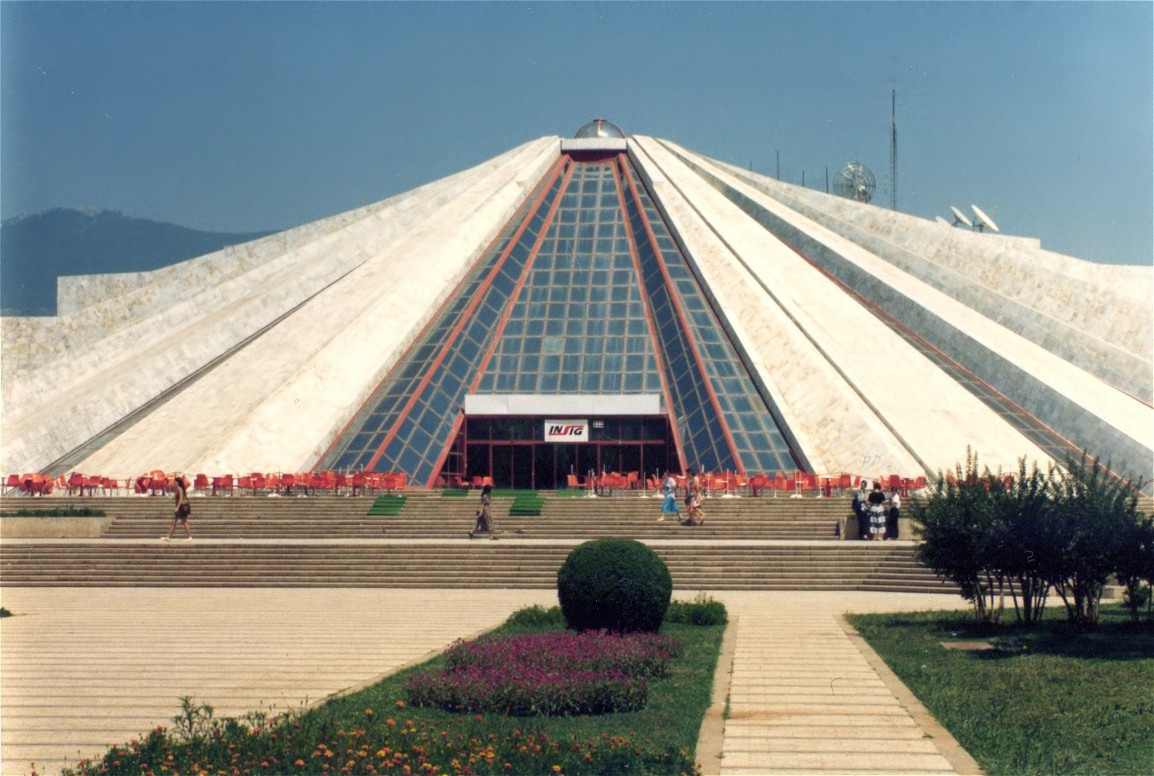
La piràmide el 1996.

Després del 1991, arran de l'enfonsament del comunisme, la Piràmide va perdre la seva funció com a museu i durant diversos anys va ser reutilitzada com a centre de conferències i lloc d'exposicions, a més de ser rebatejada amb el seu nom actual. Durant la guerra de Kosovo de 1999, l'edifici va ser utilitzat com a base per l'OTAN i organitzacions humanitàries.
Des de l'any 2001, part de la piràmide ha estat utilitzada com a centre de difusió pels mitjans de comunicació albanesos Top Channel i Top Albania Radio, mentre que la resta de l'estructura i els voltants pavimentats (utilitzats com a aparcament i per a l'estació d'autobusos) es van anar deteriorant.
Part de la pel·lícula d'Armando Lulaj It Wears as it Grows (2011) es va rodar a l'interior de la piràmide. El 2019, la piràmide també es va utilitzar com a lloc de rodatge per a part d'un remake de la pel·lícula de terror de culte de 1995 Castle Freak.

## Possible demolició
Es van fer nombroses propostes per enderrocar la Piràmide i per a reurbanitzar els terrenys del complex de 17.000 m² (1,7 ha) per a usos alternatius, sent la proposta més destacada la possible construcció d'un nou edifici del parlament albanès al lloc.
Anterior hi havia hagut la proposta que el recinte es convertís en un nou teatre d'òpera; la proposta es va aprobar però es va cancel·lar poc després de començar les obres. Les rajoles de marbre exterior que cobrien l'estructura es van traslladar a un dipòsit fora de Tirana. La proposta d'enderrocament de la piràmide es va convertir en polèmica entre alguns dels principals arquitectes estrangers. L'historiador Ardian Klosi va iniciar una recollida de signatures contra la demolició de l'estructura, la qual va reunir uns 6.000 signants. Un estudi publicat el 2015, tot i que realitzat el 2013, suggeria que la majoria dels ciutadans de Tirana estaven en contra de la demolició.

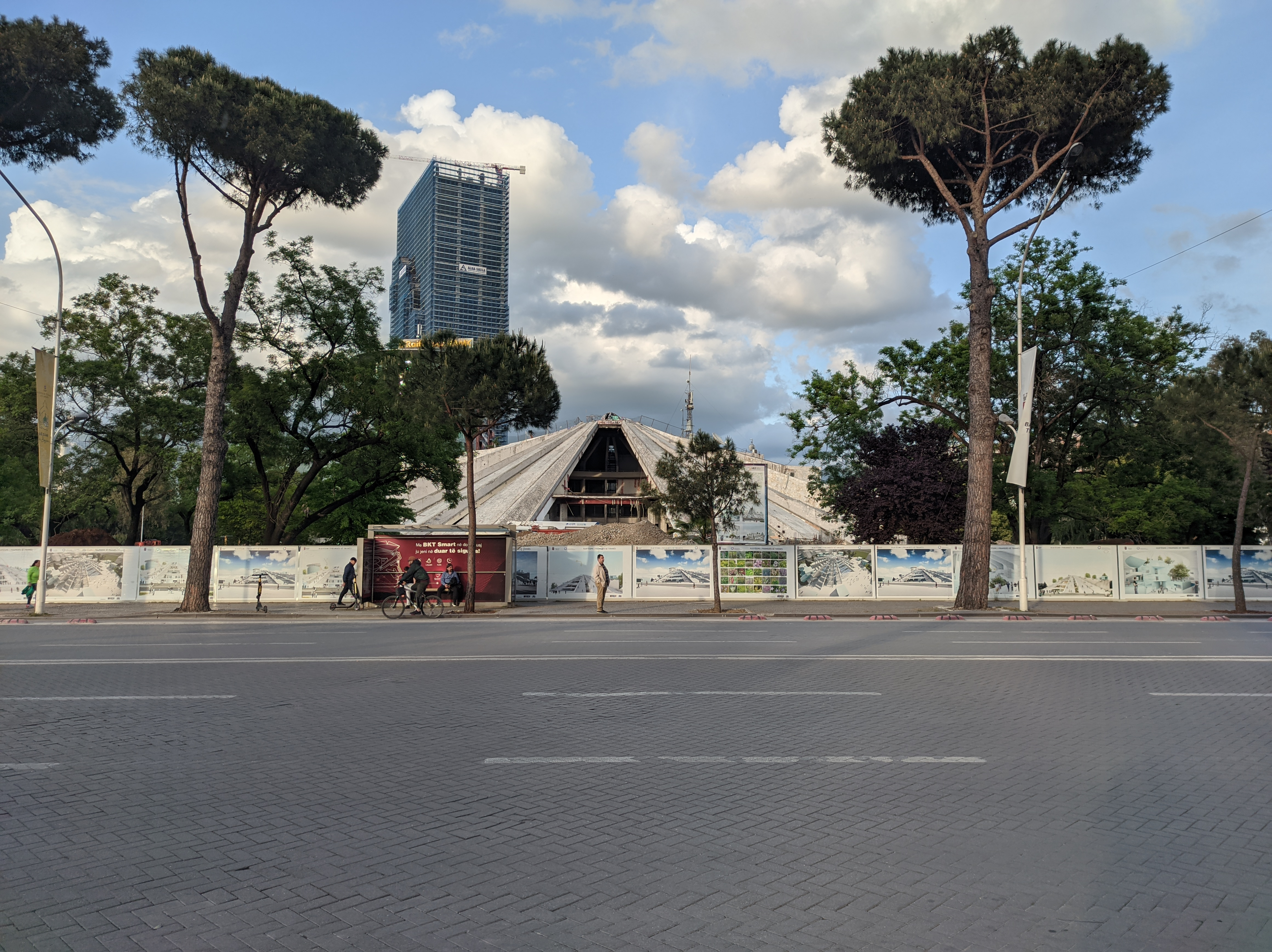
Remodelació de l'estructura.

El 2017 es va anunciar que la Piràmide no s'enderrocaria i que seria reformada.

## Centre d'informàtica per a joves
El 2018 es va presentar un nou projecte que convertiria la Piràmide en un centre de noves tecnologies per a joves anomenat TUMO Tirana, centrat en la programació informàtica, la robòtica i les empreses emergents. El projecte consisteix en la construcció d'escales als laterals de la piràmide, i zones de cobertura de vidre per augmentar la llum natural a l'interior.